# اللاجئون السودانيون في إسرائيل

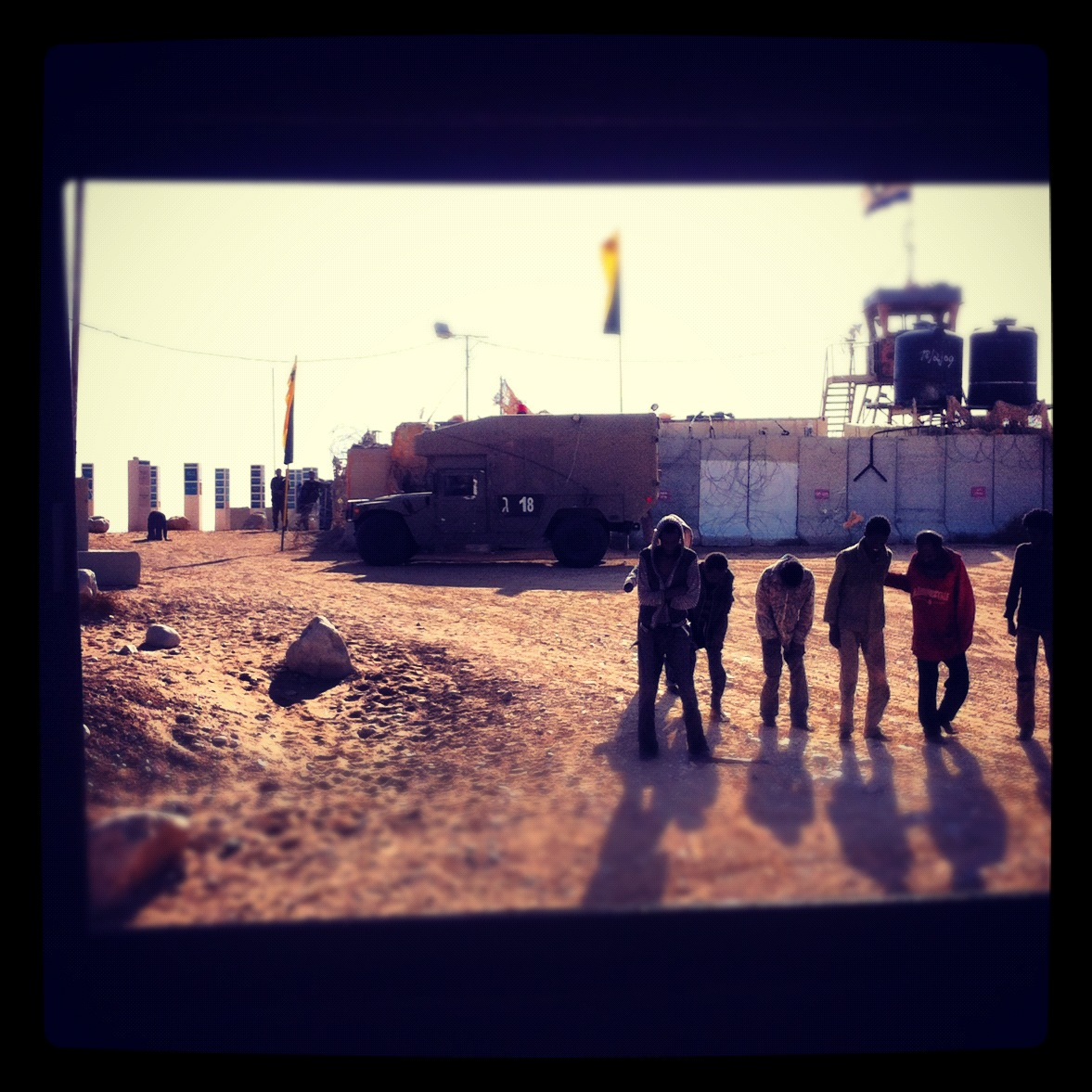
مجموعة لاجئيين قرب الحدود المصرية الإسرائيلية

اللاجئون السودانيون في إسرائيل يشير المصطلح إلى مواطني السودان الذين لجأوا إلى إسرائيل بسبب النزاع العسكري عام 2008 حيث يوجد قرابة 4,000 لاجئ سوداني في إسرائيل، 1,200 من دارفور والبقية هم مسيحيين من جنوب السودان. تسللت الأغلبية من خلال الحدود الإسرائيلية المصرية. ويعيش معظمهم في تل أبيب وعراد وإيلات وبني براك.